# Merskawi
Le merskawi, merzkawi ou fezzani (en arabe : مرسكاوي) est un genre de musique arabo-andalouse pratiqué en Libye et originaire du Fezzan. Le genre est popularisé dans les années 1970, en particulier à Benghazi. Ce genre fut répandu en Tunisie, où il est connu sous le nom de fezzani.

## Étymologie
Le mot merskawi (francisé : merskaoui) provient du nom de la région libyenne de Merzoug, localisée au Fezzan, dans le sud-ouest de la Libye.

## Histoire
Avec ses paroles conventionnelles et ses rythmes traditionnels, et la manière dont elle relate la vie dure des chanteurs, le merskawi devient dans les années 1970 la musique favorite des jeunes et des révoltés.
Les artistes de merskawi avaient l'habitude de chanteur principalement lors de rassemblements privés.
Depuis le début de la révolution du 17 février 2011 à Benghazi, de nouvelles chansons, en particulier de jeunes chanteurs inconnus, sont sorties quotidiennement en Libye. Le merskawi fut l'un des styles de musique privilégiés en tant que moyen d'expression, au côté du rap et du hip-hop pratiqué par les jeunes,.